# O'Klein
 (décembre 2023).
Si vous disposez d'ouvrages ou d'articles de référence ou si vous connaissez des sites web de qualité traitant du thème abordé ici, merci de compléter l'article en donnant les références utiles à sa vérifiabilité et en les liant à la section « Notes et références ».
Pour les articles homonymes, voir Klein.
O'Klein, de son vrai nom Arthur Klein, surnommé Boris, né le 26 septembre 1893 à Moscou et mort le 1er décembre 1985 à Corbeil-Essonnes, est un illustrateur français. 
Outre le pseudonyme O'Klein, il utilisa aussi le pseudonyme Jean Herblet pour des dessins animaliers plus classiques. 

## Biographie
Né à Moscou de parents alsaciens il suit les cours de l'école des beaux arts de Moscou. En 1913, il opte pour la nationalité française, revient en France. Engagé lors de la Première Guerre mondiale, il y est gravement blessé.
Il est surtout connu pour ses illustrations d'animaux anthropomorphiques notamment les chats et chiens. Il connut son apogée dans les années 1930-1940 avec sa série humoristique les Chiens de Paris, dessins représentant des chiens un peu voyous en train d'uriner ou de se renifler. Il dessina également de nombreuses scènes de chasse humoristiques.

## Ouvrages illustrés par O'Klein
- Jeanne Roche-Mazon, Contes du vers luisant, illustrations de O'Klein. Boivin & Cie.
- Jeanne Roche-Mazon, Contes du Hérisson, illustrations de O'Klein. Boivin & Cie.
- Docteur F. Méry, Avoir un chien, dessins de O'Klein.
- L. Vasseur, M. Queste, La petite basse-cour - Lecture courante - Cours préparatoire, Paris, Hachette, 1938.
- F. et F. Laurent, Coco le corbeau - Lecture courante - Cours élémentaire, Paris, Hachette, 1938.
- Comte J. de Bonvouloir, Les retrievers et leur dressage, illustrations de O'Klein (croquis en noir) et Jean Herblet (6 planches en couleurs). Paris, Librairie des Champs-Élysées, 1948.